# Xarxa d'accés per ràdio

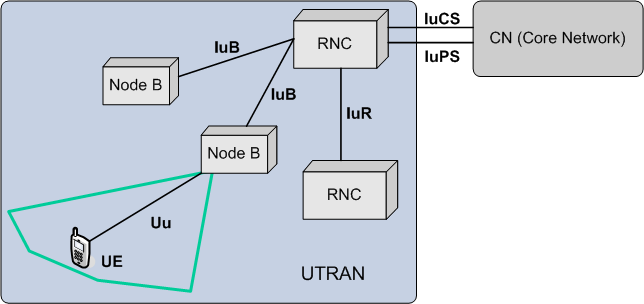
Exemple de UTRAN (UMTS Radio Access Network)

Una xarxa d'accés per ràdio (RAN) forma part d'un sistema de telecomunicacions mòbils que implementa una tecnologia d'accés per ràdio (RAT). Conceptualment, resideix entre un dispositiu com un telèfon mòbil, un ordinador o qualsevol màquina controlada a distància i proporciona connexió amb la seva xarxa principal (CN). Depenent de l'estàndard, els telèfons mòbils i altres dispositius connectats sense fil es coneixen de manera diferent com a equip d'usuari (UE), equip terminal, estació mòbil (MS), etc. La funcionalitat RAN normalment la proporciona un xip de silici que resideix tant a la xarxa central com a l'equip de l'usuari. Vegeu el diagrama següent:
```
 CN
 / ⧵
 / ⧵
 RAN RAN
 / ⧵ / ⧵
UE UE UE UE

```

Alguns exemples de tipus RAN són:
- GRAN: GSM
- GERAN: bàsicament el mateix que GRAN però especificant la inclusió de serveis de ràdio de paquets EDGE
- UTRAN: UMTS
- E-UTRAN: l'evolució a llarg termini (LTE) d'alta velocitat i baixa latència

També és possible que un sol telèfon/telèfon estigui connectat simultàniament a diverses RAN. Els telèfons capaços d'això de vegades s'anomenen telèfons de mode dual. Per exemple, és comú que els telèfons admetin RAT tant GSM com UMTS (també conegut com "3G"). Aquests dispositius transfereixen perfectament una trucada en curs entre diferents xarxes d'accés de ràdio sense que l'usuari noti cap interrupció del servei.